# 구축
구축(驅逐, crowding out) 또는 구축 효과는 정부 지출을 증가시키면 이자율이 상승하여 민간투자가 감소되는 현상을 말한다. 고전학파는 완전한 구축효과로 인해 확장 재정정책이 소용없다고 주장하였고, 케인즈학파는 불완전한 구축효과로 인해 재정정책이 유용함을 주장하였다.